# Belle Poule (1802)
Pour les autres navires du même nom, voir Belle Poule.
La  Belle Poule est une frégate française en service de 1802 à 1806. Deuxième à avoir porté le nom de Belle Poule, elle est capturée par la Royal Navy lors de la bataille du Cap-Vert en 1806.